# امامزاده هاشم و محتشم لشکان
امامزاده هاشم و محتشم لشکان مربوط به دوره قاجار است و در شهرستان رودسر، بخش رحیم آباد، روستای لشکان واقع شده و این اثر در تاریخ ۲ آبان ۱۳۸۲ با شمارهٔ ثبت ۱۰۵۸۹ به‌عنوان یکی از آثار ملی ایران به ثبت رسیده است.